# Carlos Rômulo Gonçalves e Silva
Pour les articles homonymes, voir Gonçalves et Silva.
Carlos Rômulo Gonçalves e Silva, né le 24 janvier 1969 à Piratini dans le Rio Grande do Sul est un prélat catholique brésilien, évêque de Montenegro depuis 2017.

## Biographie
Carlos Rômulo est un descendant des premières familles açoréennes qui se sont installées dans l'extrême sud du Brésil au XVIIIe siècle.
Après avoir effectué ses études de philosophie et de théologie à Pelotas, il est ordonné prêtre pour l'archidiocèse de Pelotas, le 8 décembre 1994.
Reprenant ses études en 2002; il obtient en 2004 une licence en théologie spirituelle à l'université grégorienne de Rome en 2004. Son ministère le conduit principalement à exercer différentes fonctions au sein du séminaire de l'archidiocèse jusqu'à en être le recteur de 2011 à 2016.
Il est également vicaire général de l'archidiocèse jusqu'au 22 mars 2017, lorsque le pape François le nomme évêque coadjuteur de Montenegro. Il reçoit la consécration épiscopale des mains de Mgr Jacinto Bergmann, archevêque de Pelotas, le 4 juin et est installé en sa cathédrale le 9 juin suivant. Il succède à Paulo Antônio de Conto comme évêque de Montenegro le 18 octobre 2017.